# Родевиш
Родевиш (њем. Rodewisch) град је у њемачкој савезној држави Саксонија. Једно је од 45 општинских средишта округа Фогтланд. Према процјени из 2010. у граду је живјело 7.235 становника. Посједује регионалну шифру (AGS) 14523360.

## Географски и демографски подаци
Родевиш се налази у савезној држави Саксонија у округу Фогтланд. Град се налази на надморској висини од 434 метра. Површина општине износи 26,9 km². У самом граду је, према процјени из 2010. године, живјело 7.235 становника. Просјечна густина становништва износи 269 становника/km².

## Међународна сарадња
| Мјесто   | Држава    | Врста сарадње | Од    |
| -------- | --------- | ------------- | ----- |
| Де Лијер | Холандија | партнерство   | 1995. |
| Извор    |           |               |       |